# アメリカ爆撃
「アメリカ爆撃」（アメリカばくげき）は、1942年（昭和17年）5月20日に、コロムビアレコードから発売された曲である。ジャンルとしては軍歌に分類される。
作詞は野村俊夫、作曲は古関裕而。吹き込みはコロムビアの合唱団によって行われた。

## 概要
アメリカ合衆国を爆撃することを前提に作られた歌である。歌詞はアメリカに対して「アジアの敵」「叩きのめせ」などと歌う容赦ないものになっている。なお、同年8月には伊号第二五潜水艦搭載の零式小型水上偵察機がカリフォルニア州を爆撃している。